# Henryk Nolewajka
Henryk Nolewajka (ur. 13 lipca 1953 w Strzybnicy, zm. 11 września 2011 w Hamburgu) – polski aktor telewizyjny, filmowy i teatralny.
Henryk Nolewajka urodził się w Strzybnicy. Jest absolwentem Państwowej Wyższej Szkoły Teatralnej w Krakowie, którą ukończył w 1976 roku. Przez wiele lat występował w teatrach w Niemczech i Austrii.

## Teatr
Henryk Nolewajka debiut teatralny zaliczył w 1974 roku na deskach Teatru Bagatela w Krakowie w tragedii "Balladyna" Juliusza Słowackiego wyreżyserowanym przez Mieczysława Górkiewicza. Na deskach teatru Bagateli występował w latach 1973-1982. Potem wyjechał do Niemiec. Z sukcesami występował w teatrach w Niemczech i Austrii, w tym w teatrach założonych przez Aleksandra Berlina w Kilonii oraz w Teatrze Scena Polska Hamburg. W 2005 roku na zaproszenie Freda Apke wystąpił w spektaklu "Odjazd" grając postać Espera-en-Diosa w Teatrze Rozrywki w Chorzowie.

### Spektakle teatralne
| Teatr Bagatela - 1974: Balladyna jako Gralon (reż. Mieczysław Górkiewicz) - 1977: Szkoła żon jako Horacy (reż. Mieczysław Górkiewicz) - 1977: Panna Tutli Putli (reż. Mieczysław Górkiewicz) - 1978: Kram z piosenkami jako Mistrz polki, Pan, Ryży amant (reż. Barbara Fijewska) - 1978: Demon ziemi jako Lokaj (reż. Krystian Lupa) - 1979: Radość z odzyskanego śmietnika jako Poseł, Oficer, Podoficer, Rasiński (reż. Mieczysław Górkiewicz) - 1980: Romek i Julka jako Janek (reż. Jan Güntner) - 1980: Dyl Sowizdrzał jako Dyl Sowizdrzał (reż. Tadeusz Ryłko) - 1981: Wesele raz jeszcze jako Maturzysta (reż. Ewa Kutryś) - 1981: Przedstawienie Hamleta we wsi Głucha Dolna jako Chłop V (reż. Jan Błeszyński) PWST w Krakowie - 1976: Przyjaciele jako Dziennikarz (reż. Jerzy Jarocki) - 1976: Pan Benet jako Stefan (reż. Mieczysław Górkiewicz) - 1976: Pierwsza lepsza jako Alfred (reż. Mieczysław Górkiewicz) |  | Teatr Polski w Kilonii - 1983: Indyk jako Poeta (reż. Aleksander Berlin) - 1985: Ślub jako Henryk (reż. Aleksander Berlin) Teatr Scena Polska Hamburg - 1983: Indyk jako Poeta (reż. Aleksander Berlin) Teatr Rozrywki w Chorzowie - 2005: Odjazd jako Espera-En-Dios (reż. Fred Apke) |

## Film
Henryk Nolewajka wystąpił w wielu filmach polskich i niemieckich. W Polsce z dużego ekranu jest znany z ról w m.in. Najważniejszy dzień życia – Broda, Młode wilki 1/2 a także w polsko-niemieckich produkcjach: Republika marzeń (Republik der traume) i Weselna Polka (Hochzeit). Znaczny bogatszy dorobek Nolewajka ma na małym ekranie. Wystąpił w wielu serialach niemieckich w tym sensacyjnych m.in.: Komisarz Rex, Faust, Tatort. W Polsce jest znany z ról Piotra Statkiewicza, ojca Kasi - uczennicy Maryli w Pensjonacie pod Różą oraz Henryka Filipskiego, ojca Izy Gordon i Blanki Filipskiej w Barwach szczęścia.

### Filmografia
Filmy
- 1974: Broda - Najważniejszy dzień życia jako Wacek
- 1980: Rycerz jako Kulawy rybak
- 1992: Republika marzeń (Republik der traume) jako Arnold
- 1993: Der Blinde
- 1997: Młode wilki 1/2 jako "Dziki"
- 1999: Heidfelds Entscheidung
- 1999: Die Entführung
- 1999: Im Club der Millionäre jako Pavel
- 2010: Weselna Polka (Hochzeit) jako Roman Borówka

Seriale
- 1994: Komisarz Rex jako Jerzy Borek (odc.5)
- 1997: Faust (odc.24)
- 1998: Tatort (odc.377)
- 1998: Die Rettungsflieger jako Maszynista (odc.7)
- 1998: Der Fahnder jako Mladen Nikolic (odc.148)
- 1998: Sylvia – Eine Klasse für sich jako Dragan Landa
- 2001: Klaun jako Mirco Drusic (odc.44)
- 2002: Rosa Roth jako Leśniczy (odc.14)
- 2005-2006: Pensjonat pod Różą jako Piotr Statkiewicz, ojciec Kasi
- 2005-2007: Küstenwache jako Kapitan Wassow (odc.85), Kapitan Kaganowitsch (odc.123)
- 2007: Krimi.de jako Michael (odc.12)
- 2009-2011: Barwy szczęścia jako Henryk Filipski, ojciec Izy Gordon i Blanki Filipskiej

## Śmierć
Henryk Nolewajka zmarł po długiej chorobie w Hamburgu w wieku 58 lat.